# Matteo Ferrari (voetballer)
Matteo Ferrari (Aflou, 5 december 1979) is een voormalig voetballer uit Italië die werd geboren in Algerije. Hij speelde als centrale verdediger en sloot zijn loopbaan in 2014 af bij de Canadese club Montreal Impact. Eerder speelde hij onder andere voor AS Roma en AC Parma.

## Interlandcarrière
Ferrari speelde elf officiële interlands voor de Italiaanse nationale ploeg. Onder leiding van bondscoach Giovanni Trapattoni maakte hij zijn debuut op 20 november 2002 in de vriendschappelijke wedstrijd in Pescara tegen Turkije (1-1). Hij viel in dat duel na 78 minuten in voor Luciano Zauri. Ferrari nam met het Italiaans olympisch voetbalelftal deel aan de Olympische Spelen van 2004 in Athene. Daar won de ploeg onder leiding van bondscoach Claudio Gentile de bronzen medaille door Irak in de troostfinale met 1-0 te verslaan.